# 康楚元
康楚元（？—760年1月5日），唐朝襄州将领。唐肃宗乾元二年（759年）八月十二，康楚元联合张嘉延起兵作乱，占据襄州城，襄州刺史王政逃到荆州。康楚元自称为南楚霸王。八月廿五，唐肃宗派将军曹日升到襄州安抚康楚元，表示贬王政为饶州长史，任命司农少卿张光奇为襄州刺史，康楚元不同意投降。
康楚元的兵众达万人，韦见素的堂弟商州刺史兼荆、襄等道租庸使韦伦发兵讨伐，在邓州驻军，招抚叛军，率军进攻，活捉康楚元，缴获了被康楚元掠夺的租庸二百万缗钱，荆州与襄州平定。十二月十三，韦伦把康楚元送到朝廷，康楚元被处死。